# 希爾巴赫河 (勒特巴赫河支流)
47°48′46″N 12°10′55″E / 47.81268°N 12.18183°E

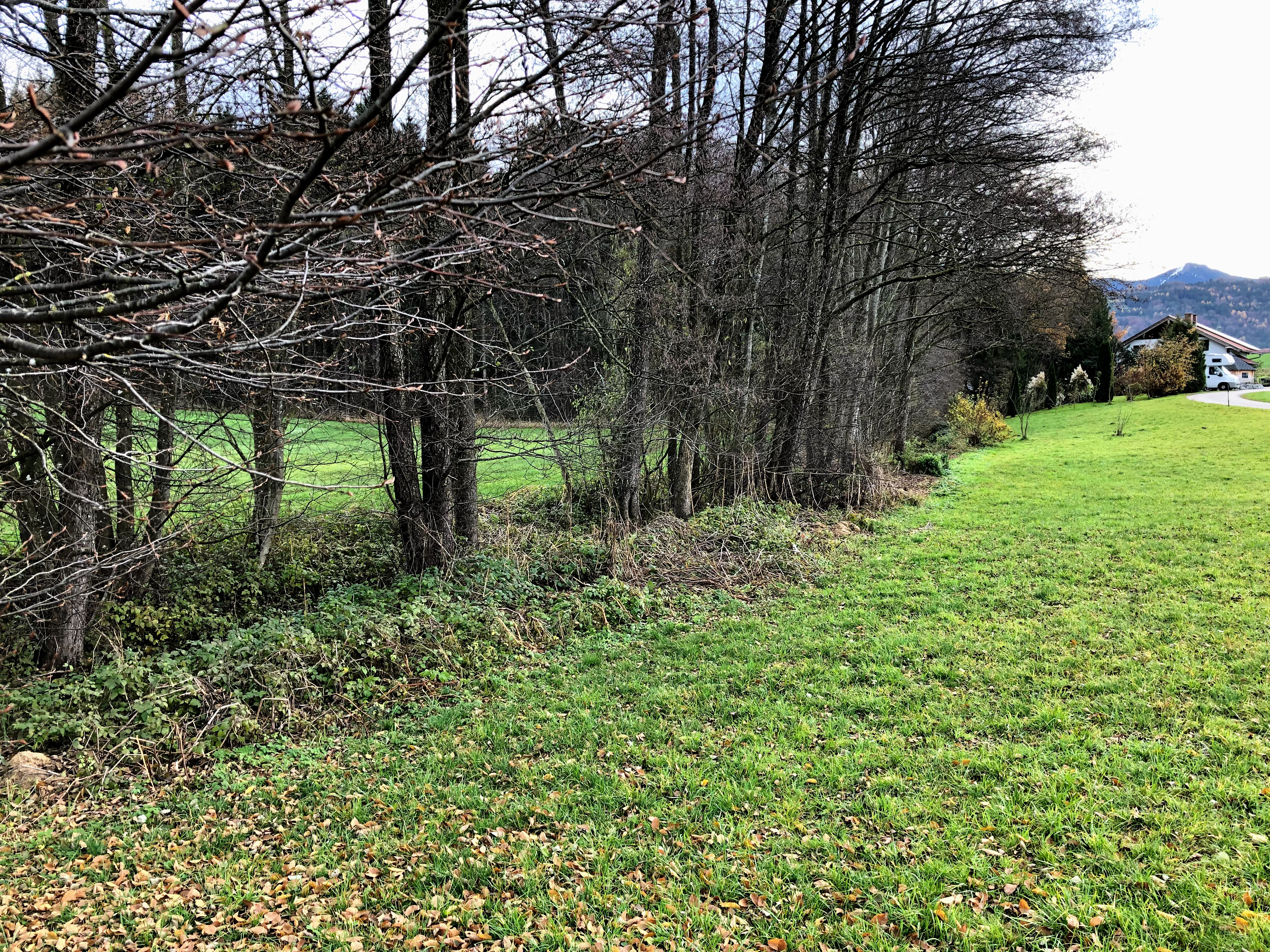

希爾巴赫河（德語：Hierlbach），是德國的河流，位於該國東南部，由巴伐利亞負責管轄，屬於勒特巴赫河的左支流，河道全長2.6公里，流經羅森海姆縣。